# 我々団
ファシスト党・我々団（ファシストとう・われわれだん）は、ファシズムを掲げる日本の政治結社。本部所在地は福岡県福岡市。外山恒一が臨時総統を務める。

## 概要
政治結社「ファシスト党・我々団」は、2004年に福岡刑務所を満期出所した外山によって創設された。かっては「九州ファシスト党・我々団」と名乗っていた。外山は現在、臨時総統を務める。福岡県福岡市内に党本部を持つ。
近年では、維新政党・新風福岡への選挙協力や、ノンセクトの新左翼学生運動への支援など左右のラジカルな運動への関与を行っている。臨時総統を務める外山は全国各地でのトークライブ、交流会の開催、宣伝ビラや動画サイトで閲覧できる映像制作など、様々な活動を展開中。多彩なパフォーマンスを行いながら九州における同志を募っている。年一回ほど自らが拠点とする福岡で、政治塾を開催し、若手の運動家・活動家の養成に努めている。

## 団史
2004年に福岡刑務所を満期出所した外山によって、「九州ファシスト党・我々団」として創設される。
2011年2月に外山が編集長を務める教養雑誌「デルクイ︰反体制右翼マガジン」を発刊。右翼だけではなく、左翼、アナキスト、戯曲家など、執筆陣は多岐に渡っている。2013年11月発刊の2号からは「左右混淆反体制マガジン」と名を改めた。
2013年より「我々団TV」という番組を動画配信サイトUSTREAMにて放送していた。同番組では九州在住の右翼、左翼、前衛芸術活動家などがゲストに登場し、外山も月1回程度出演していた。
2017年8月15日、福岡市中央区の韓国領事館前に、日大全共闘をモデルとする「ベトナム反戦像」を設置。
2019年、活動地域を全国に拡大し、「ファシスト党・我々団」と改名した。